# Camilla Weitzel
Camilla Weitzel (ur. 11 czerwca 2000 w Hamburgu) – niemiecka siatkarka, reprezentantka kraju, grająca na pozycji środkowej. 
Jest wychowanką klubu VC Olympia Dresdner, gdzie w 2017 roku wstąpiła do seniorskiej drużyny Dresdner SC. Grała w klubie z Drezna przez kolejne 4 lata. Od sezonu 2021/2022 występuje we włoskiej Serie A, w drużynie Reale Mutua Fenera Chieri.

## Sukcesy klubowe
Puchar Niemiec:
- 2018, 2020

Mistrzostwo Niemiec:
- 2021[3]
- 2018

Puchar Challenge:
- 2023[4]

Puchar CEV:
- 2024[5]

## Nagrody indywidualne
- 2018: Najlepsza atakująca Mistrzostw Europy Juniorek

## Galeria zdjęć Camilli Weitzel z meczów niemieckiej Bundesligi

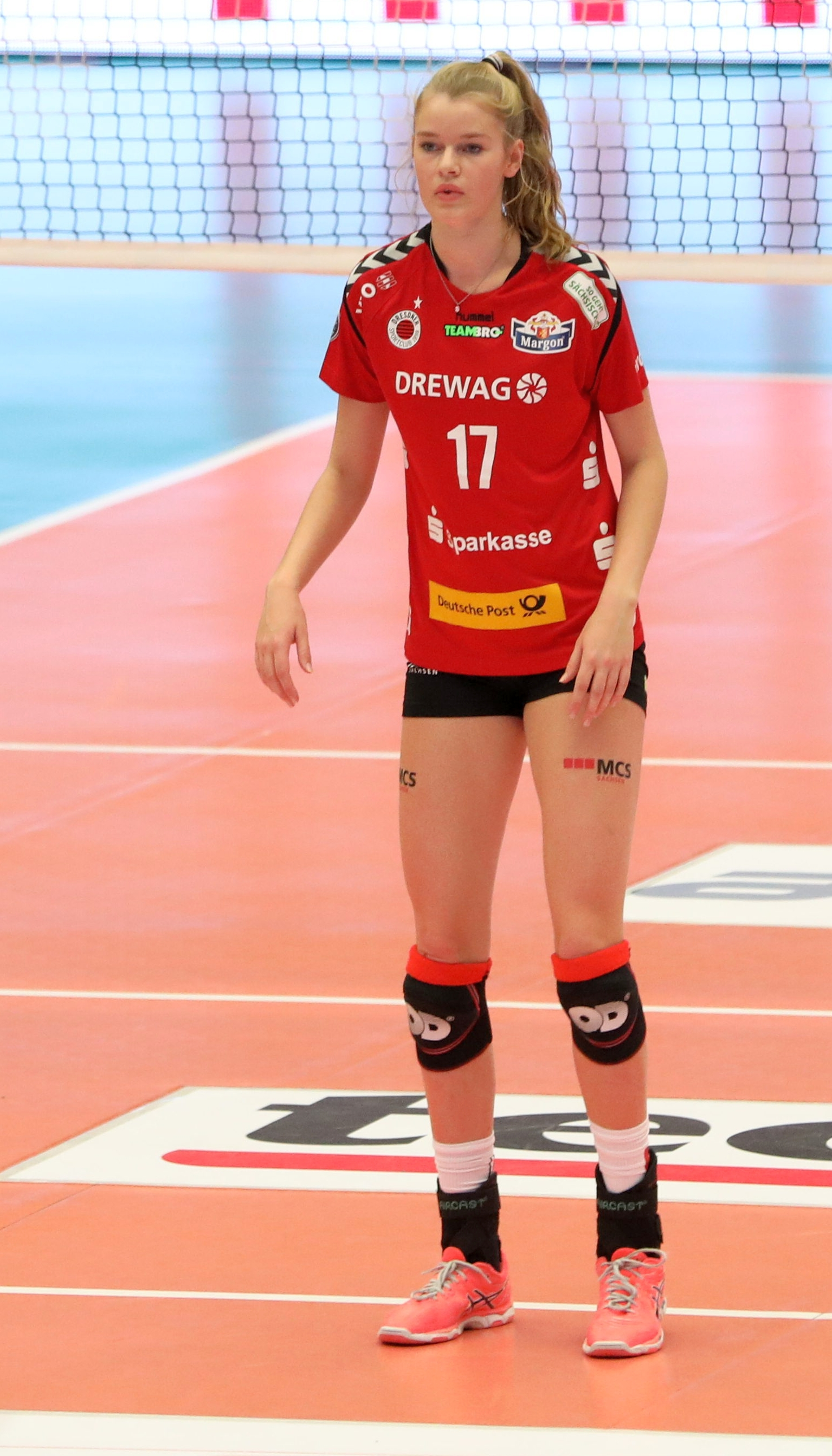
Camilla Weitzel podczas z jednego z meczu Bundesligi w sezonie 2017/2018
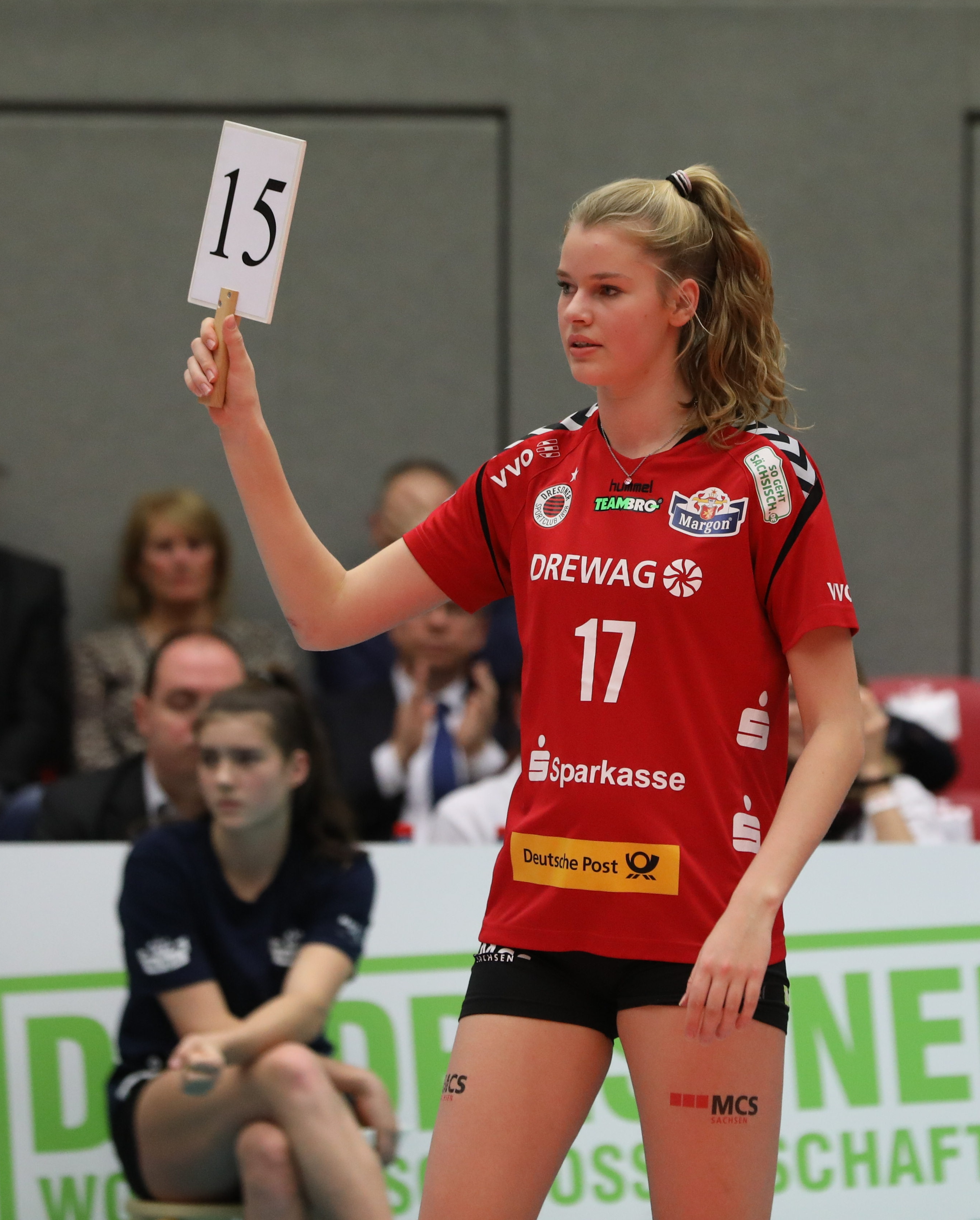
Camilla Weitzel zmienia Ivanę Mrdak podczas z jednego z meczu Bundesligi w sezonie 2017/2018
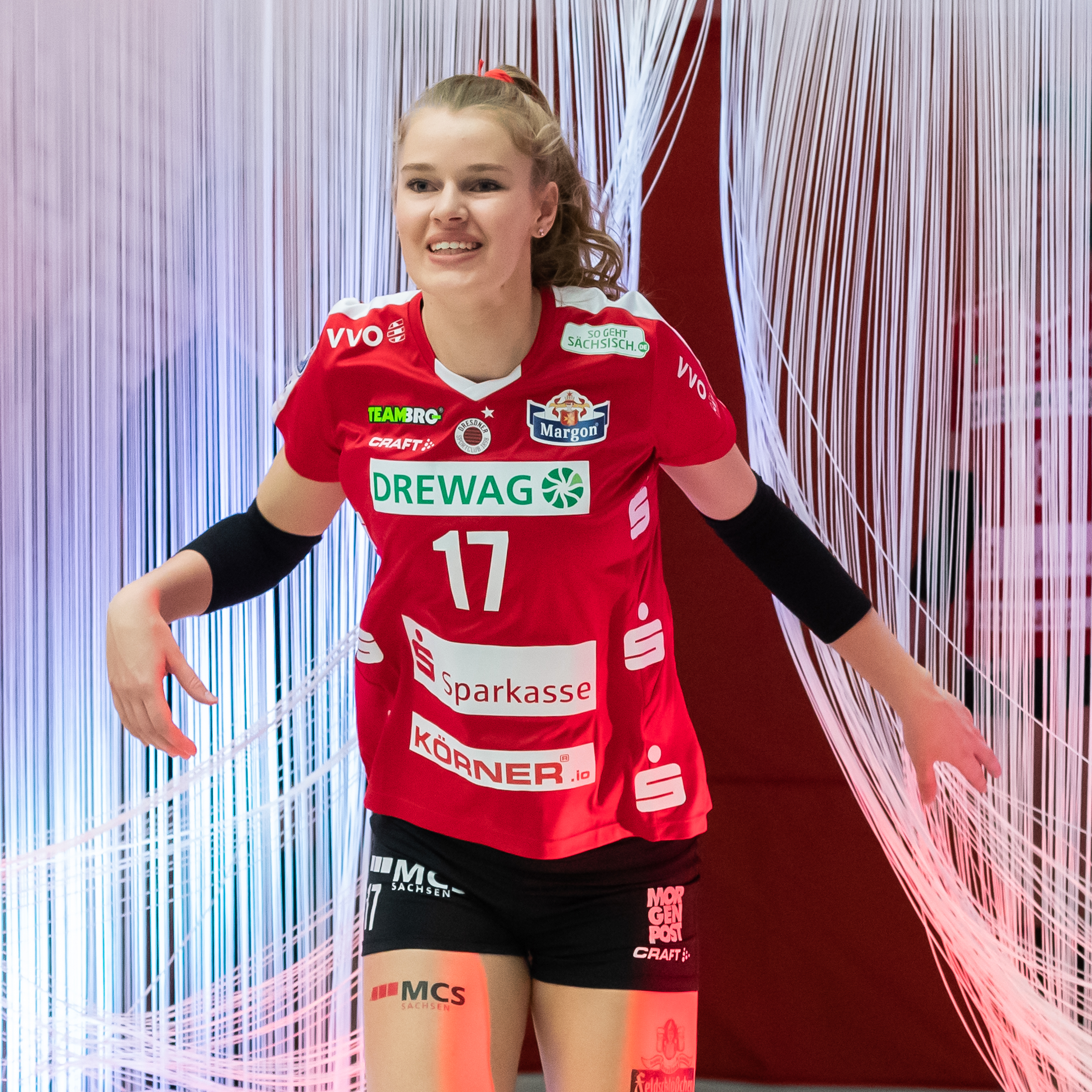
Camilla Weitzel przed meczem niemieckiej Bundesligi pomiędzy drużynami Dresdner SC i Schwarz-Weiß Erfurt (09.11.2019)
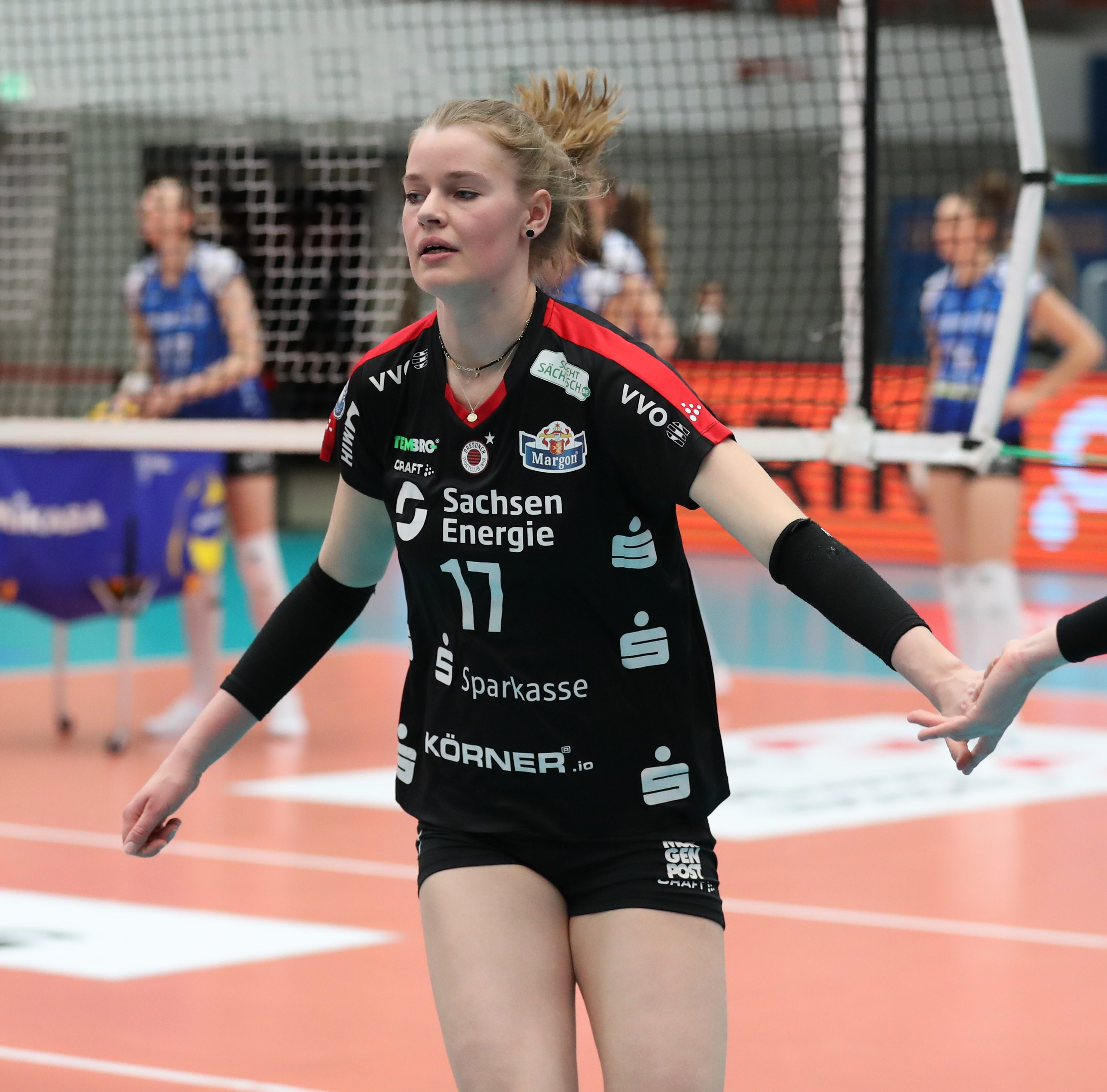
Camilla Weitzel podczas rozgrzewki w ostatnim meczu finałowym ligi niemieckiej pomiędzy drużynami Dresdner SC a Allianz MTV Stuttgart, dnia 24.04.2021
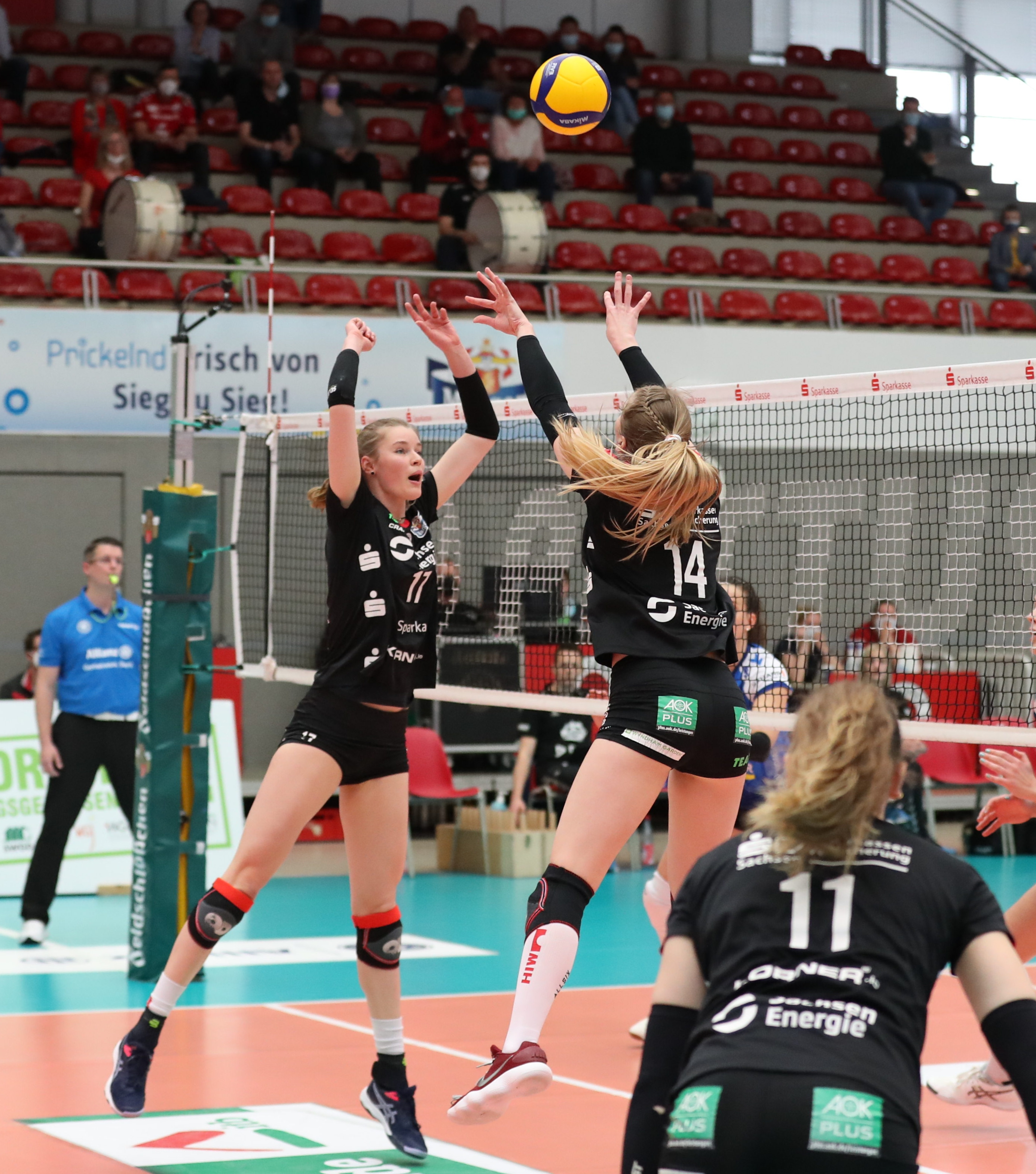
Camilla Weitzel markuje atak do ataku z piłki krótkiej w ostatnim meczu finałowym ligi niemieckiej pomiędzy drużynami Dresdner SC a Allianz MTV Stuttgart, dnia 24.04.2021